# Jugendrat Stuttgart

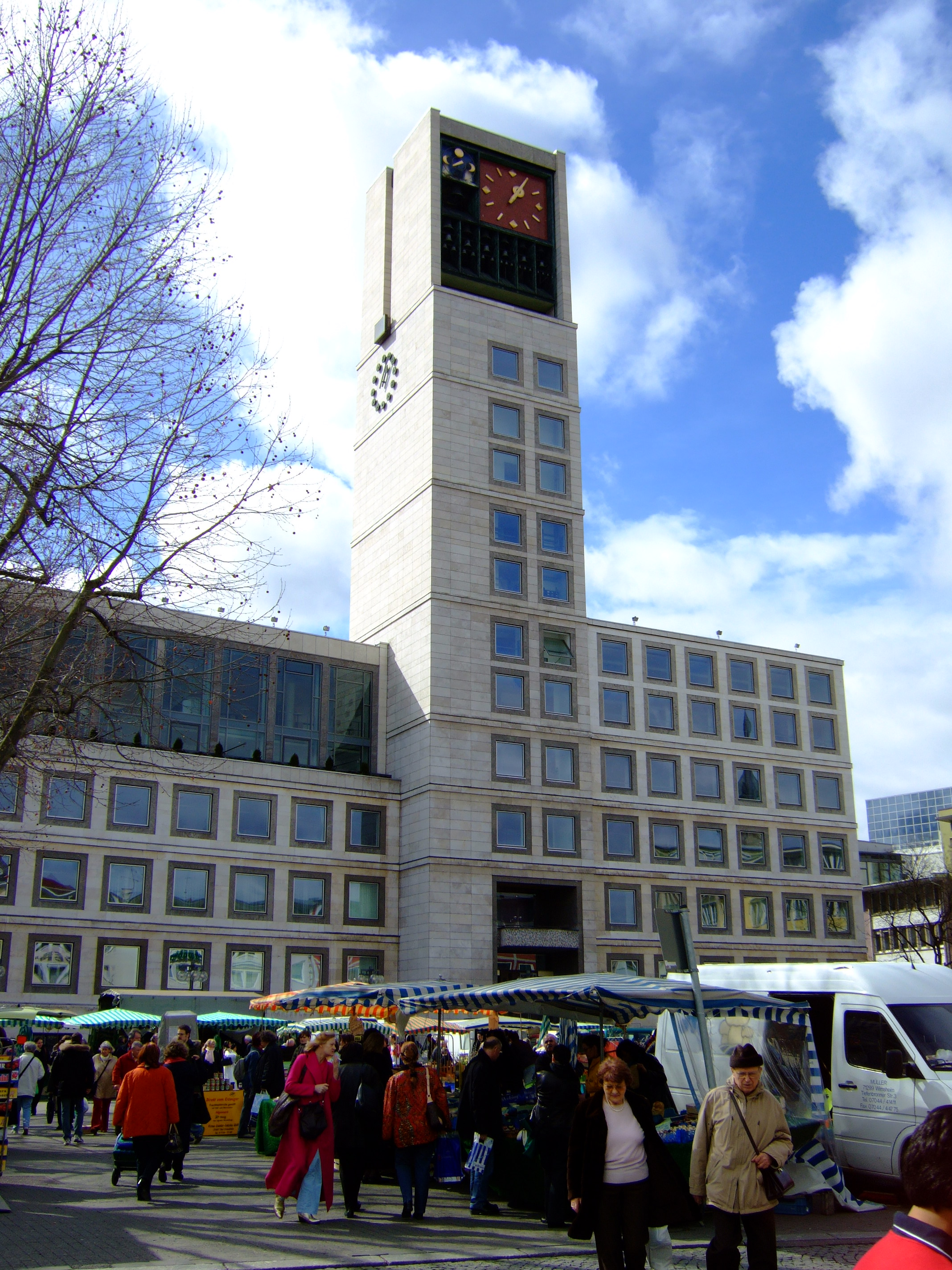
Das Stuttgarter Rathaus ist Treffpunkt des Arbeitskreises Stuttgarter Jugendrat.

Der Stuttgarter Jugendrat ist ein Angebot an die Jugendlichen mit Wohnsitz in Stuttgart, sich an kommunalen Entscheidungsprozessen zu beteiligen. Die Jugendräte werden alle zwei Jahre in den Stadtbezirken gewählt und vertreten die Interessen der Jugendlichen gegenüber dem Gemeinderat, dem Oberbürgermeister, den Bezirksbeiräten und der Stadtverwaltung. Die Jugendräte unterstützen und initiieren Einrichtungen für Jugendliche. Sie planen und führen eigene Aktivitäten, Projekte und Veranstaltungen durch und sollen parteipolitisch neutral handeln.
In Stuttgart gibt es seit 2020 in 19 von 23 Stadtbezirken Jugendräte. In Stadtbezirken ohne Jugendrat können sich die Jugendlichen in Projektgruppen organisieren.

## Geschichte
Bereits im Jahr 1988 gab es im Stuttgarter Gemeinderat eine Anfrage eines Stadtrats, ob die Stuttgarter Stadtverwaltung bereit sei, einen Jugendbezirksbeirat einzuführen. Dessen Vorbild sollte der Filderstädter Jugendgemeinderat sein, der damals als Musterjugendgemeinderat in Baden-Württemberg galt. Man kam jedoch zu dem Ergebnis, dass sich dieser Ansatz auf großstädtische Verhältnisse nicht übertragen lasse.
Im Jahr 1994 fand auf Einladung des Rings Politischer Jugend Stuttgart und der Landeszentrale für politische Bildung Baden-Württemberg eine Informationsveranstaltung unter dem Namen Braucht Stuttgart einen Jugendgemeinderat? statt. Daraufhin gab es eine Anfrage der FDP/DVP-Fraktion im Stuttgarter Gemeinderat, in welcher Art ein Jugendgemeinderat in Stuttgart geschaffen werden könnte. Zudem hatte sich der Bezirksbeirat Stuttgart-Ost für die Bildung eines Jugendgemeinderats ausgesprochen. Im Anschluss daran forderten alle Gemeinderatsfraktionen die Stadtverwaltung dazu auf, mögliche Beteiligungsmodelle zu entwickeln.
Am 18. Mai 1995 beschloss der Stuttgarter Gemeinderat mehrheitlich, das Modellprojekt Jugendbezirksbeirat zu gründen. Gestartet werden sollte mit drei bis vier Stadtbezirken, wobei mindestens ein Innenstadtbezirk, ein größerer Außenstadtbezirk und ein bezirksübergreifendes Modell für kleinere Stadtbezirke ins Leben gerufen werden sollten. Zudem wurde eine Arbeitsgruppe namens Beteiligung Jugendlicher am kommunalen Geschehen gegründet werden. Diese sollte aus Vertretern der Gemeinderatsfraktionen, dem Stadtjugendring Stuttgart, dem Ring politischer Jugend Stuttgart, dem Stuttgarter Jugendhausverein, der Initiative Jugendrat Stuttgart und der Initiative South Meeting bestehen. Die Ergebnisse aus zwei Treffen der Arbeitsgruppe flossen dann in die Gemeinderats Drucksache 395/1995 ein und wurden vom Gemeinderat am 20. Juli 1995 beschlossen.
1995: 1. Jugendratswahl
Im Dezember 1995 fand die erste Jugendratswahl in Stuttgart statt. Es wurden vier Jugendratsgremien gewählt, die sieben der insgesamt 23 Stadtbezirke abdeckten: Obere Neckarvororte (Hedelfingen, Obertürkheim, Untertürkheim und Wangen) Ost, Sillenbuch und Süd. Stuttgart war damit die erste deutsche Großstadt, der es gelang solche Gremien zu installieren. Die Wahlbeteiligung lag im Durchschnitt bei 11,8 %.
1998: 2. Jugendratswahl
Im Februar fand die zweite Jugendratswahl in den Stadtbezirken Obere Neckarvororte, Ost, Sillenbuch, Süd und neu in Nord statt. Gewählt wurde in acht von 23 Stadtbezirken. Die Wahlbeteiligung lag bei 24,8 %.
1999: Sitz im Jugendhilfeausschuss
1999 erhielt der Stuttgarter Jugendrat auf seinen Wunsch hin einen beratenden Sitz im Jugendhilfeausschuss der Stadt Stuttgart.
2000: 3. Jugendratswahl
Im Februar 2000 wurde in den Stadtbezirken Nord, Obere Neckarvororte, Ost, Sillenbuch und Süd Jugendratsgremien gewählt, die sich über acht von 23 Stadtbezirken erstrecken. Die Wahlbeteiligung lag bei 22,1 %.

### Erweiterung der Beteiligungsformen
Eine Studie von Kurt Möller von der Hochschule für Sozialwesen Esslingen schlug die Ergänzung des in den Stadtbezirken verorteten Jugendratsmodell im Rahmen eines Partizipationsmixes vor. Jugendratswahlen sollten in den Stadtbezirken angeboten werden, wo Jugendliche es ausdrücklich fordern. Neben den Jugendratswahlen sollen über weitere Partizipationsformen, wie offene Jugendforen und Projektgruppen, möglichst viele Jugendliche verschiedener Altersgruppen, Jugendkulturen und Bildungsmilieus die Möglichkeit gegeben werden, sich zu beteiligen. Außerdem soll eine gesamtstädtische Jugendvertretung eingerichtet werden, der Arbeitskreis Stuttgarter Jugendräte. Er soll sich aus Vertretern der Bezirksjugendräte, Jugendforen und Projektgruppen zusammensetzten und die gesamtstädtischen Anliegen der Jugendlichen gegenüber dem Stuttgarter Gemeinderat vertreten. Für die Gesamtkoordination der kommunalen Jugendbeteiligung wurde beim Haupt- und Personalamt der Stadt Stuttgart eine neue Stelle geschaffen. Die Aufgaben sind:
- die Koordinierung und den Ausbau der Jugendbeteiligung in der Stadt
- die Vernetzung der Beteiligungsformen
- die Unterstützung der Betreuer der Bezirksjugendräte
- die Geschäftsführung des Arbeitskreises Stuttgarter Jugendräte
- die Vorbereitung und Durchführung von Jugendforen und Jugendratswahlen

2002: 4. Jugendratswahl
2002 fanden die 4. Jugendratswahlen in den Stadtbezirken Nord, Ost, Süd, Sillenbuch, Obere Neckarvororte und neu in Mühlhausen statt. Damit gab es in neun von 23 Stadtbezirken einen Jugendrat. Wahlbeteiligung: 27,4 %.
2004: 5. Jugendratswahl
2004 fanden die 5. Jugendratswahlen in den Stadtbezirken Nord, Süd, Sillenbuch, Mühlhausen und neu in Bad Cannstatt und Weilimdorf, somit in sechs von 23 Stadtbezirken, statt. In den Stadtbezirken Ost und Obere Neckarvororte wurden nicht genügend Kandidaten für die Jugendratswahl gefunden. Dort bildeten sich Projektgruppen, die in den Bezirken weiterhin eine Möglichkeit zur Beteiligung boten. Wahlbeteiligung: 24,7 %.
2006: 6. Jugendratswahl
2006 fanden die 6. Jugendratswahlen in den Stadtbezirken Bad Cannstatt, Mühlhausen, Nord, Ost, Sillenbuch, Süd, Weilimdorf und [Stuttgart-West|West] statt. Dabei gab es im, zuletzt 2002 entstandenen Jugendrat Ost, mit 37 Bewerbern die größte Kandidatenzahl. In Stuttgart-West wurde zum ersten Mal ein Jugendrat gewählt. Jugendräte gab es nun wieder in acht von 23 Stadtbezirken. Wahlbeteiligung: 25,1 %.

### Beschluss zur gesamtstädtischen Jugendratswahl
Als Ergebnis des 1. Stuttgarter Jugendhearings, eines für alle Jugendlichen offenen Beteiligungsevents, im März 2007 stand die Forderung der Jugendlichen im Raum, in der gesamten Stadt Jugendratswahlen stattfinden zu lassen. Diese wurde vom Gemeinderat aufgegriffen und erfüllt:

„1. Der Wahl von Jugendräten in allen Stadtbezirken und der Durchführung von stadtweiten Jugendhearings im zweijährigen Turnus sowie der Bildung von gemeinsamen Wahlbezirken (z. B. Wangen/Hedelfingen/Obertürkheim/Untertürkheim) wird grundsätzlich zugestimmt.“

2008: 7. Jugendratswahl
2008 fand die 7. Stuttgarter Jugendratswahl statt, die zum ersten Mal in allen 23 Stadtbezirken von der Stadtverwaltung angeboten wurde. Gewählt wurde in den Stadtbezirken Bad Cannstatt, Mühlhausen, Nord, Ost, Sillenbuch, Süd, Weilimdorf und West. Zum ersten Mal wählen konnten die Jugendlichen in Botnang, Degerloch, Möhringen, Plieningen und Birkach, Stammheim (Stuttgart), Mitte und Zuffenhausen.
In den drei Stadtbezirken Feuerbach, Münster und Vaihingen meldeten sich zu wenig Kandidaten um einen Jugendrat wählen zu lassen, daher wurden dort Projektgruppen gegründet. Jugendräte gab es somit in 20 von 23 Stadtbezirken. Mit den aktiven Projektgruppen in den Stadtbezirken ohne Jugendrat wurde zum ersten Mal eine flächendeckende Jugendbeteiligung im ganzen Stadtgebiet erreicht. Wahlbeteiligung: 28,6 %.
2010: 8. Jugendratswahl
2010 fand die 8. Stuttgarter Jugendratswahl statt. Gewählt wurde in den Stadtbezirken Bad Cannstatt, Botnang, Degerloch, Feuerbach, Möhringen, Mühlhausen, Obere Neckarvororte, Plieningen und Birkach, Stammheim, Mitte, Nord, Ost, Süd, West, Weilimdorf, Vaihingen und Zuffenhausen. Zum ersten Mal konnten die Jugendlichen in Feuerbach und Vaihingen wählen. In den Stadtbezirken Münster und Sillenbuch wurden aufgrund mangelnder Kandidaten zur Durchführung einer Wahl Projektgruppen gegründet. Jugendräte gab es nun in 21 von 23 Stadtbezirken. Wahlbeteiligung: 28,8 %.
2012: 9. Jugendratswahl
2012 fand die 9. Stuttgarter Jugendratswahl statt. Gewählt wurde in den Stadtbezirken Bad Cannstatt, Degerloch, Feuerbach, Möhringen, Mühlhausen, Münster, Obere Neckarvororte, Plieningen und Birkach, Sillenbuch, Nord, Ost, Süd, West, Weilimdorf, Vaihingen und Zuffenhausen. In den Stadtbezirken Botnang, Stammheim und Mitte wurden Projektgruppen gegründet. Jugendräte wurden gewählt in 20 von 23 Stadtbezirken. Wahlbeteiligung: 25,8 %.
2013: Jugendräte im Gemeinderat
Seit 2013 hat der Jugendrat zwei ständige Vertreter in den Gemeinderatssitzungen. Bei eigenen Anträgen erhalten diese das Rederecht im Gemeinderat. Ansonsten haben die Jugendräte noch das Anfrage- und Antragsrecht an den Oberbürgermeister.
2014: 10. Jugendratswahl
2014 fand die 10. Stuttgarter Jugendratswahl statt. Gewählt wurde in den Stadtbezirken Bad Cannstatt, Feuerbach, Mühlhausen, Münster, Plieningen und Birkach, S-Nord, S-Ost, S-Süd, S-West, Weilimdorf und Zuffenhausen. In den Stadtbezirken Botnang, Degerloch, Möhringen, Sillenbuch, Stammheim, S-Mitte, Vaihingen sowie in den Stadtbezirken der Oberen Neckarvororte (Hedelfingen, Obertürkheim, Untertürkheim, Wangen) wurde die Gründung einer Projektgruppe angeboten. Jugendräte wurden gewählt in 11 von 23 Stadtbezirken. Die Wahlbeteiligung lag bei 31,5 %, welche bislang die größte in der Geschichte des Stuttgarter Jugendrats war.
2016: 11. Jugendratswahl
2016 fand die 11. Stuttgarter Jugendratswahl statt. Die Wahlbeteiligung lag bei 29,0 %.
2018: 12. Jugendratswahl
2018 fand die 12. Stuttgarter Jugendratswahl statt. Jugendräte wurden in 18 von 23 Stadtbezirken gewählt. Diese sind Bad Cannstatt, Botnang, Degerloch, Feuerbach, Möhringen, Mühlhausen, Obere Neckarvororte (Hedelfingen, Obertürkheim, Untertürkheim, Wangen), Sillenbuch, S-Mitte, S-Nord, S-Süd, S-Ost, S-West, Weilimdorf und Zuffenhausen. In den Stadtbezirken Stammheim, Münster, Plieningen Birkach und Vaihingen wurde die Gründung einer Projektgruppe angeboten. Die Wahlbeteiligung lag bei 30,5 %.
2020: 13. Jugendratswahl
2020 fand die 13. Stuttgarter Jugendratswahl statt. Jugendräte wurden in 19 von 23 Stadtbezirken gewählt. Diese sind Bad Cannstatt, Botnang, Feuerbach, Möhringen, Mühlhausen, Obere Neckarvororte (Hedelfingen, Obertürkheim, Untertürkheim, Wangen), Plieningen und Birkach, Sillenbuch, S-Nord, S-Süd, S-Ost, S-West, Vaihingen, Weilimdorf und Zuffenhausen. In den Stadtbezirken Stammheim, Münster, Degerloch und S-Mitte wurde die Gründung einer Projektgruppe angeboten. Die Wahlbeteiligung lag bei 30,2 %.
2023: 14. Jugendratswahl
2023 fand die 14. Stuttgarter Jugendratswahl statt. Jugendräte wurden in 21 von 23 Stadtbezirken gewählt. Es gab 17 Wahlbezirke. Diese sind Bad Cannstatt, Degerloch, Feuerbach, Möhringen, Mühlhausen, Obere Neckarvororte (Hedelfingen, Obertürkheim, Untertürkheim, Wangen), Plieningen und Birkach, Sillenbuch, S-Nord, S-Süd, S-Ost, S-West, S-Mitte, Vaihingen, Weilimdorf und Zuffenhausen. Die Wahlbeteiligung lag bei 29,5 %.

## Struktur

### Bezirksjugendräte
Die wahlberechtigten Jugendlichen eines Stadtbezirks, in dem es zur Wahl genügend Kandidaten gibt (zwei mehr als zu vergebende Sitze; siehe auch Wahlverfahren), wählen einen Jugendrat. Die Anzahl seiner Mitglieder hängt von der Einwohnerzahl ab und entspricht der Anzahl der Bezirksbeiräte im jeweiligen Bezirk.
Die Bezirksjugendräte beschließen Verbesserungsvorschläge und geben Anregungen für die Belange junger Menschen, die sie an den jeweiligen Bezirksbeirat, an den Gemeinderat bzw. an die Stadtverwaltung herantragen.

„(5) Die Bezirksbeiräte müssen sich gem. § 3 Abs. 3 GOB mit den vom Jugendrat vorgebrachten Anliegen befassen. Bei der Behandlung haben bis zu zwei Vertreter/innen dieses Gremiums das Recht zur Begründung ihrer Anliegen.“

Um sich zu Informieren erhalten die Jugendräte kostenlos das Stuttgarter Amtsblatt sowie dieselben Unterlagen zu Tagesordnungspunkten des Bezirksbeirats wie dessen Mitglieder, wenn die Jugendräte von entsprechenden Tagesordnungspunkten betroffen sind.
Die Jugendräte sind auf zwei Jahre gewählt. Sie können in ihrer Geschäftsordnung festlegen, dass ein Mitglied den Vorsitz übernimmt. Sie verfügen über ein Budget von 4200 Euro pro Gremium jährlich.

### Projektgruppen
In Bezirken, in denen sich zur Jugendratswahl zu wenig Bewerber finden, können sogenannte Projektgruppen gegründet werden. Diese Treffen sich ebenfalls regelmäßig, sind jedoch was die Teilnahme betrifft offener und können auch nur für die Dauer eines konkreten Projekts bestehen.

### Arbeitskreis Stuttgarter Jugendräte
Der Arbeitskreis Stuttgarter Jugendrat behandelt Themen, die auf gesamtstädtischer Ebene angesiedelt sind. Er besteht aus je drei Vertretern der Bezirksjugendräte sowie ein Vertreter pro Projektgruppe und trifft sich in der Regel einmal im Monat. Seine Sitzungen finden meist im Stuttgarter Rathaus statt. Der Arbeitskreis Stuttgarter Jugendrat wählt aus seinen Reihen die Vertreter für den Jugendhilfeausschuss des Gemeinderats. Der Arbeitskreis Stuttgarter Jugendrat wählt außerdem noch drei gleichberechtigte Sprecher die den Jugendrat repräsentieren und den Vorsitz in den Sitzungen haben. Aktuell sind dies (Stand 2018) drei Jugendliche aus den Stuttgarter Stadtbezirken.

## Wahlverfahren
Die Jugendratswahlen werden in allen Stadtbezirken gegenüber allen Wahlberechtigten mit der Zusendung einer Infobroschüre angekündigt. Die Infobroschüre enthält einen Bewerbungsbogen, Angaben über Beginn und Ende der Bewerbungsfrist sowie Angaben über den Wahlzeitraum. Das passive und aktive Wahlrecht haben alle Jugendlichen, die am letzten Tag der Wahl mindestens 14, aber noch nicht 19 Jahre alt und mindestens drei Monate im jeweiligen Wahlbezirk mit Hauptwohnsitz gemeldet sind. Bewerben kann man sich über den Bewerbungsflyer, auf der Website des Stuttgarter Jugendrats oder seit 2018 auch über WhatsApp. Nach Ablauf der Bewerbungsfrist werden alle eingegangenen Bewerbungen auf ihre Gültigkeit geprüft. Dann wird für jeden Bezirk ein Wahlplakat gedruckt. Dieses zeigt alle Kandidaten für den Jugendrat mit Bild, Alter und einem von den Kandidaten selbst geschriebenen Text. Wählen können die Jugendlichen entweder per Briefwahl oder an einer Wahlurne. Die Wahlurne wird an unterschiedlichen Orten zu unterschiedlichen Zeitpunkten aufgestellt. So kann zum Beispiel in Schulen, Jugendhäusern und im Stuttgarter Rathaus gewählt werden.

### Wahlbeteiligung
| Wahljahr | Wahlberechtigte | Wähler insgesamt | Wahlbeteiligung | Bewerber Insgesamt | Plätze Insgesamt | Bezirke, in denen die Wahl zum ersten Mal stattfand                            |
| -------- | --------------- | ---------------- | --------------- | ------------------ | ---------------- | ------------------------------------------------------------------------------ |
| 1995     | 6.773           |                  | 11,8 %          | 129                | 61               | Obere Neckarvororte, Ost, Sillenbuch, Süd                                      |
| 1998     | 7.663           |                  | 24,8 %          | 143                | 74               | Nord                                                                           |
| 2000     | 7.191           | 1.588            | 22,1 %          | 113                | 74               |                                                                                |
| 2002     | 8.473           | 2.235            | 27,4 %          | 137                | 87               | Mühlhausen                                                                     |
| 2004     | 9.924           |                  | 25,6 %          |                    |                  | Bad Cannstatt, Weilimdorf                                                      |
| 2006     | 13.488          |                  | 25,1 %          |                    |                  | West                                                                           |
| 2008     | 21.500          |                  | 28,6 %          | 466                | 229              | Botnang, Degerloch, Möhringen, Plieningen und Birkach, Stammheim, Zuffenhausen |
| 2010     | 22.794          | 6.550            | 28,7 %          | 502                | 267              | Feuerbach, Vaihingen                                                           |
| 2012     | 22.500          | 5.796            | 25,8 %          | 395                | 235              | Münster                                                                        |
| 2014     | 15.521          | 4.884            | 31,5 %          | 233                | 139              |                                                                                |
| 2016     | 19.368          | 5.617            | 29,0 %          | 270                | 162              |                                                                                |
| 2018     | 20.955          | 6.396            | 30,5 %          | 367                | 193              |                                                                                |
| 2020     | 22.554          | 6821             | 30,2 %          | 368                | 197              |                                                                                |
| 2023     | 25.428          | 7.493            | 29,5 %          | 319                | 197              |                                                                                |

## Themen und Erfolge

### Stadtfeste
Einige Jugendratsgremien beteiligen sich aktiv an Stadtfesten, wie zum Beispiel der Feuerbacher Jugendrat am Höflesmarkt.

### Nachtverkehr
Nachtverkehr

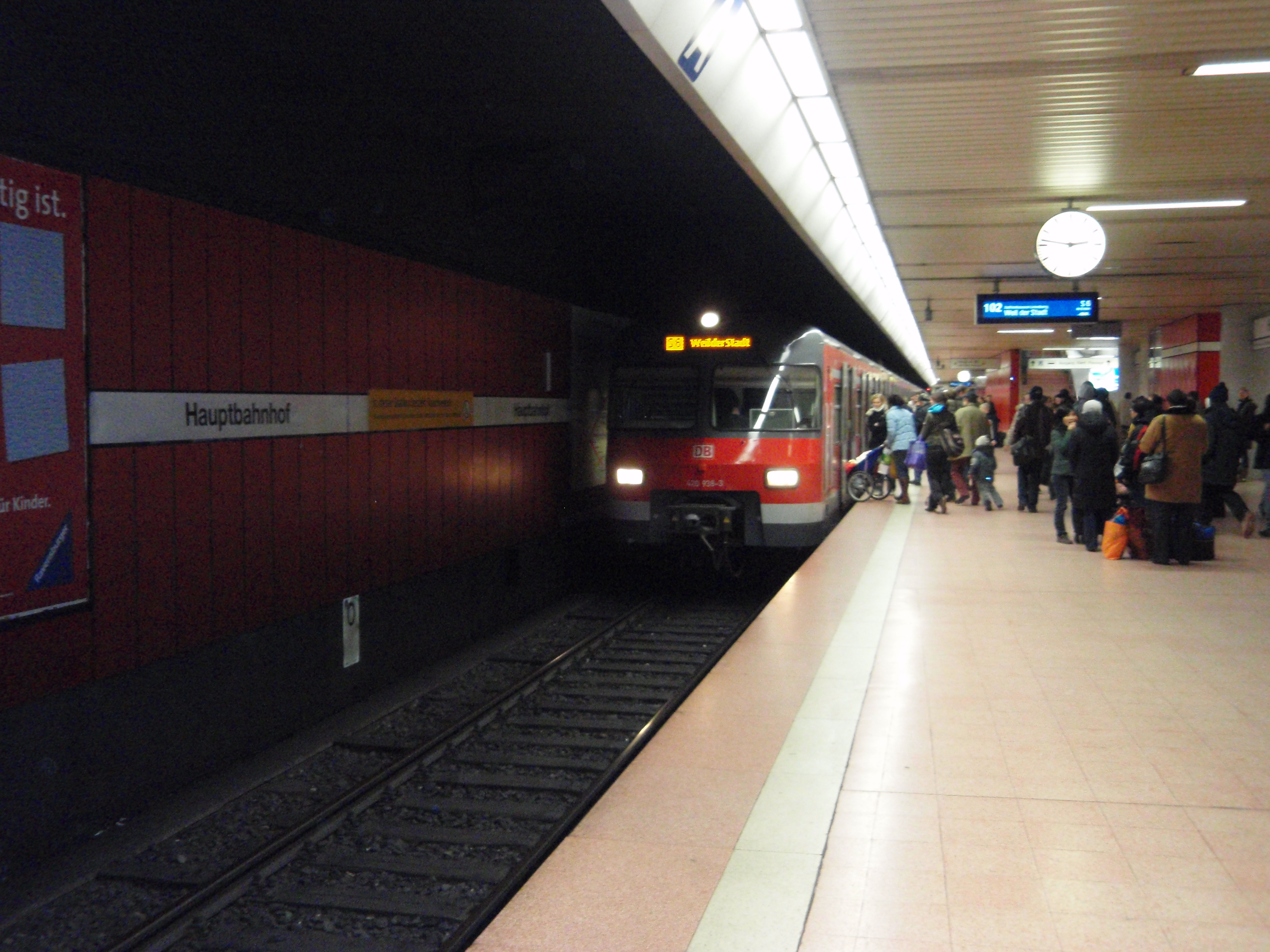
Die Stuttgarter S-Bahn fährt seit 2012 wochenends auch nachts

Die Stuttgarter Jugendräte setzten sich seit Jahren für Verbesserungen im Nachtverkehr in der Stadt und in der Region ein. Sie fordern unter anderem mehr Nachtbusse und längere Betriebszeiten. 2001 setzten die Jugendräte eine dritte Nachtbuslinie in Stuttgart durch. Seit Dezember 2012 fahren Nachtbusse auch donnerstags, zudem fahren am Wochenende auch die S-Bahnen durchgängig die gesamte Nacht.
Umlagenfinanzierter Nahverkehr
Am 16. Oktober 2015 kritisierte der Jugendrat die steigenden Kosten des VVS und forderte die Stadt in einem Antrag an Oberbürgermeister Fritz Kuhn auf, alternative Konzepte zu untersuchen, die den Stuttgarter Nahverkehr über eine Umlage finanzieren. Als Möglichkeiten werden die Dienstgeberabgabe aus der Stadt Wien, die Straßenbenutzungsgebühr und die Nahverkehrsabgabe, welche auf alle Bürger aufgeteilt werden soll, genannt.

### Downhillstrecke

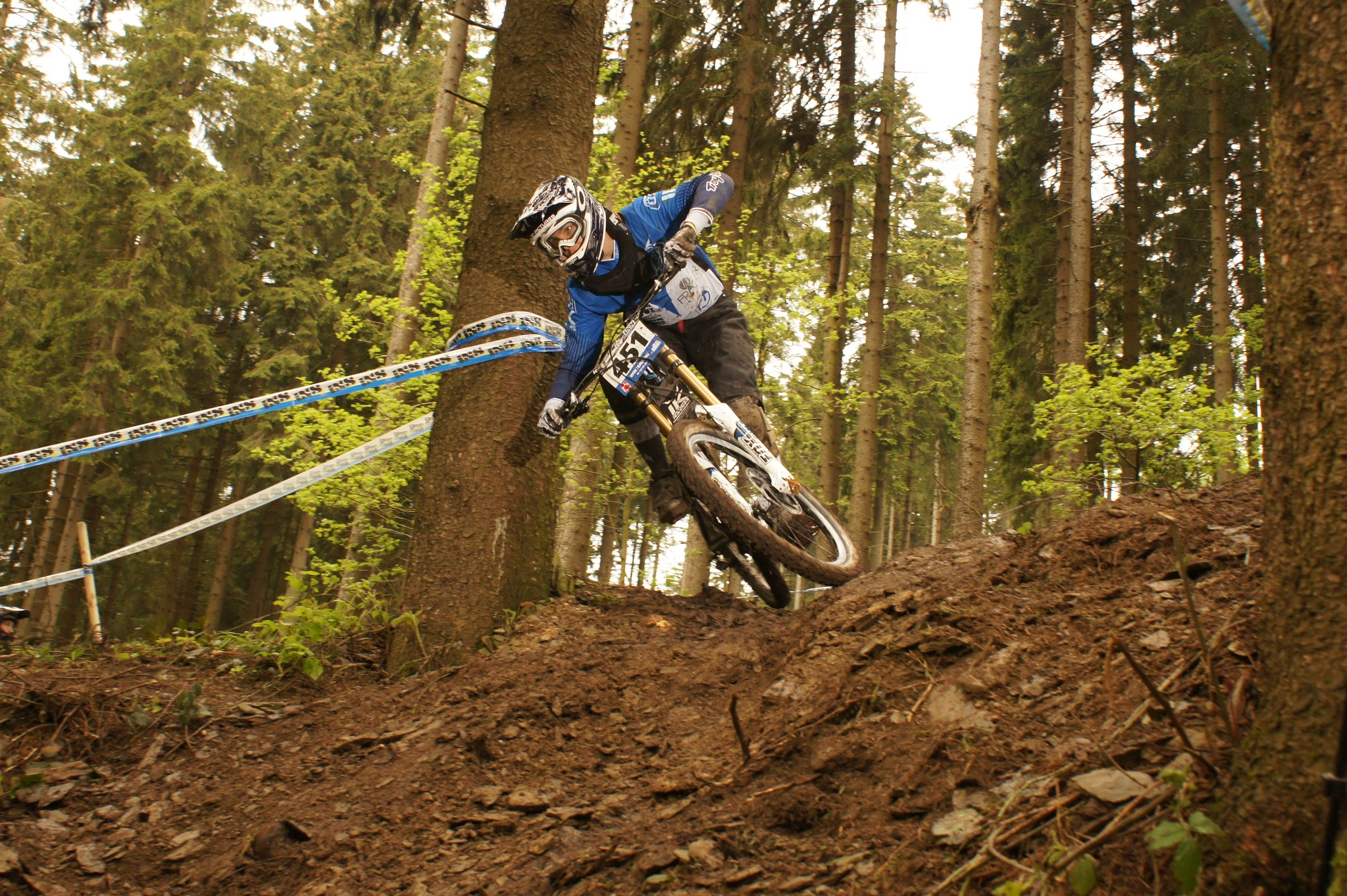
Downhill-Fahrer

In Stuttgart ist die Downhill-Variante von vielen Sportarten (z. B. Skateboardsport und Mountainbiking) sehr beliebt. Dabei gab es insbesondere beim Mountainbiking auf einer Strecke zwischen Degerloch und Stuttgart-Süd immer wieder Probleme. Die dortigen Jugendräte setzten sich seit dem Jugendhearing 2011 mit den Mountainbikern für eine legale und offizielle Strecke ein. Diese wird gemeinsam mit der Stadt Stuttgart geplant und umgesetzt.

### Skatehallen und Skateparks

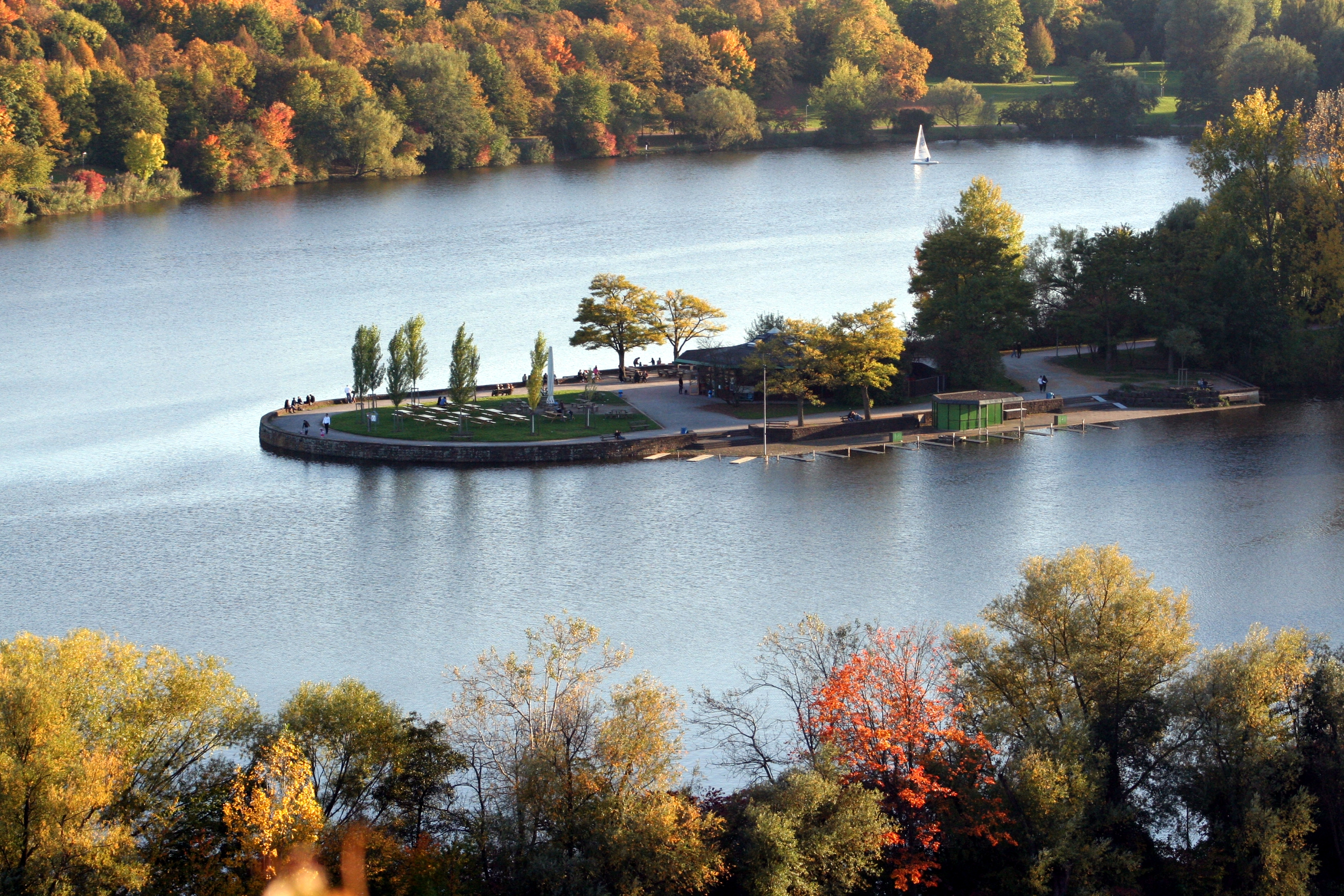
Max-Eyth-See, Stuttgart-Hofen

Der Jugendrat Stuttgart setzt sich auch für Skater ein. Z. B. für einen Neubau der Skatehalle Bad Cannstatt als Ersatz für eine alte Skatehalle, für den großen Skatepark hinter dem Pragfriedhof und für mögliche Skateparks wie z. B. in Stuttgart-Ost oder Sillenbuch.

### Freiflächenplanung
Bei der Planung und Neugestaltung von Spielflächen und Treffpunkten für Jugendliche werden die Jugendräte aktiv von der Stadtverwaltung und den Kommunalpolitikern mit eingebunden. Beispiele hierfür sind der Sandstrand am Max-Eyth-See, der Mehrgenerationenspielplatz an der Hauptmannsreute in Stuttgart-West oder die temporäre Nutzung des Züblin-Areals in Stuttgart-Mitte, auf dem unterschiedliche Angebote für Jugendliche geschaffen werden. 2014 ist der Stuttgarter Jugendrat auch eigeninitiativ geworden und initiierte unter dem Namen Neckar-Beach ein Projekt, bei welchem der Uferbereich am Sicherheitshafen zugänglich gemacht wird – das Projekt wird 2022 fertiggestellt.
Pfandringe
Aufgrund der zunehmenden Zahl an Pfandsammlern in der Stuttgarter Innenstadt fordern die Jugendräte die Einführung eines Pfandringsystems. Dieses wurde aus unterschiedlichen Gründen von der Stadtverwaltung abgelehnt. Die Stadt Stuttgart startete im Oktober 2014 jedoch eine Kooperation mit dem Unternehmen WeWant, durch die Mitte Januar 2015 an einigen Standorten in der Stuttgarter Innenstadt Pfandringe installiert wurde, die der Jugendrat teilweise auswählte.

### Ehrenamtlich geführte Jugendcafés
In vielen Bezirken gründen Jugendräte selbstverwaltete Jugendtreffs und Jugendcafés. Das bekannteste Beispiel ist das Cafe13 in Stuttgart-Weilimdorf. Dieses wurde von den dortigen Jugendräten gegründet und wird von Jugendlichen inzwischen selbst verwaltet.

### Bandfestivals und Bandcontests
Die Stuttgarter jugendräte organisieren in vielen Bezirken Bandfestivals und Bandcontests. Auch diese haben sich in den Bezirken und bei den Jugendräten inzwischen etabliert, z. B. das SüdSide Festival des Jugendrats Stuttgart-Süd oder Rock im Busch in Stuttgart-Weilimdorf. Der Jugendrat leistet mit ihnen einen Beitrag zum kulturellen Angebot Stuttgarts und bietet vor allem jungen Bands und Gruppen eine Plattform.

### Legale Graffitiflächen für Sprayer
Die Jugendräte setzten sich dafür ein, dass weitere Flächen freigegeben werden und arbeitet eng mit der Stadtverwaltung und Unternehmen zusammen, z. B. im Stuttgarter Westen, wo ein Umspannhäuschen der EnBW umgestaltet wurde oder in Stuttgart-Mitte, wo die Unterführung am Kaufhaus Breuninger neu gestaltet wurde.